# Дуброво (Дмитровський міський округ)
Ду́брово (рос. Дуброво) — присілок у складі Дмитровського міського округу Московської області, Росія.

## Населення
Населення — 19 осіб (2010; 28 у 2002).
Національний склад (станом на 2002 рік):
- росіяни — 93 %